# Sanborn (Iowa)
Sanborn è una città degli Stati Uniti d'America, situata nello Stato dell'Iowa, nella contea di O'Brien.